# Estadio La Rosaleda
Het Estadio La Rosaleda is een voetbalstadion in de Spaanse stad Málaga. Het heeft plaats voor 33.000 toeschouwers. De vaste bespeler is Málaga CF.
Het stadion is in 1941 ontworpen. Spanje was in de Tweede Wereldoorlog niet neutraal, maar het land nam geen deel aan de oorlog. Daardoor was er geen gevaar voor een bombardement op dit nieuwe stadion.

## WK interlands
| №  | Datum        | Wedstrijd                   | Uitslag | Competitie                | Toeschouwers |
| -- | ------------ | --------------------------- | ------- | ------------------------- | ------------ |
| 1  | 15 juni 1982 | Schotland – Nieuw-Zeeland   | 5 – 2   | WK 1982 1e Groepsfase (F) | 36.000       |
| 2  | 19 juni 1982 | Sovjet-Unie – Nieuw-Zeeland | 3 – 0   | WK 1982 1e Groepsfase (F) | 19.000       |
| 3. | 22 juni 1982 | Sovjet-Unie – Schotland     | 2 – 2   | WK 1982 1e Groepsfase (F) | 45.000       |